# Тёмная сторона радуги
Тёмная сторона радуги (англ. Dark Side of the Rainbow, также Dark Side of Oz или The Wizard of Floyd) — занимательный когнитивный психологический эффект, обнаруженный фанатами группы Pink Floyd при проигрывании концептуального альбома Pink Floyd «Обратная сторона Луны» (англ. The Dark Side of the Moon) одновременно с просмотром кинофильма 1939 года «Волшебник из страны Оз». Фанаты заметили более ста совпадений между текстом и музыкой альбома и событиями фильма. Название эффекта произошло из комбинации названий альбома и песни из оригинальной звуковой дорожки к фильму, которая называлась «Over The Rainbow» (с англ. — «Над радугой»).
В июле 2000 года по кабельному каналу Turner Classic Movies была показана версия фильма «Волшебник из Страны Оз» с альбомом Pink Floyd в качестве альтернативной звуковой дорожки.
Ударник Pink Floyd Ник Мэйсон и звукоинженер Алан Парсонс отрицают предположения фанатов о том, что альбом был специально синхронизирован с фильмом. Алан Парсонс заявил: «Мы просто технически не могли этого сделать. Мы вообще не могли проигрывать видеозаписи в помещении. Я не думаю, что формат VHS уже существовал в 1972 году, или я ошибаюсь?»